# Danny Munyao
Danny Munyao (Zambia, 1987. november 2. –) zambiai válogatott labdarúgó, jelenleg a Red Arrows játékosa.

## Sikerei, díjai
Red Arrows
- Zambiai bajnok (1): 2007